# Hra roku
Hra roku je ocenění udělované každoročně v několika zemích nejlepší společenské hře v té které v určitém období (přibližně rok udělení ocenění předcházející) zemi vydané či distribuované.
Nejprestižnějším oceněním je německá Spiel des Jahres, udělovaná od roku 1979. V České republice je ocenění Hra roku udělováno od roku 2004 v rámci herního festivalu Deskohraní. K dalším oceněním patří polská Gra roku či španělská Juego del Año.